# 아페르투라와 클라우수라
라틴 아메리카의 축구 리그에선 한 시즌을 전ㆍ후기 둘로 나누어 진행하는 경우가 많다. 아페르투라(Apertura)와 클라우수라(Clausura)가 그 것인데, 각각은 스페인어에서 개막(開幕)과 폐막(閉幕)의 의미를 갖고 있다.

## 개요

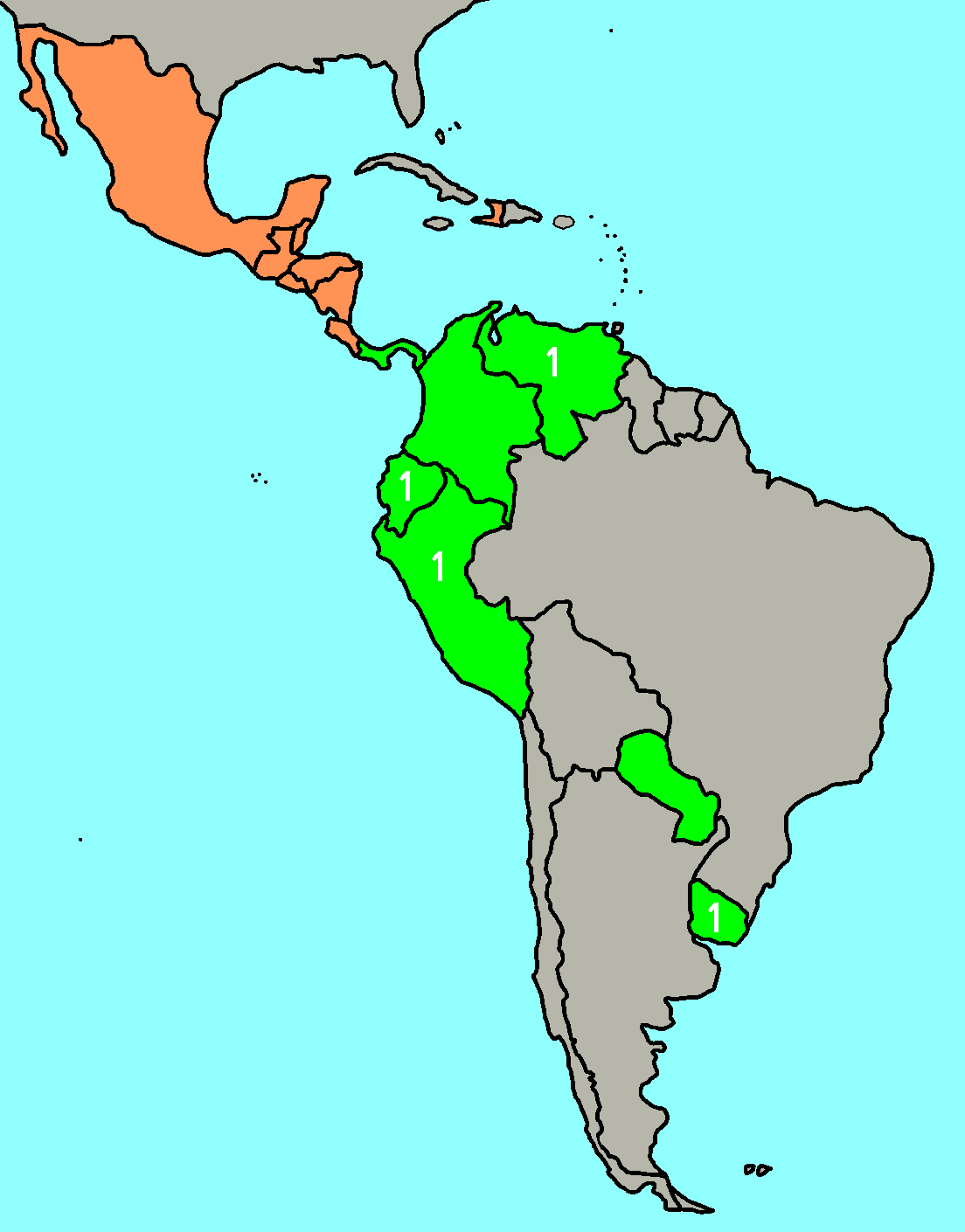
전반기 아페르투라, 후반기 클라우수라
후반기 아페르투라, 다음해 전반기 클라우수라1: 통합 우승 팀 결정

나라에 따라 운영방식은 조금씩 다르다. 볼리비아, 칠레, 콜롬비아, 파나마, 파라과이 등은 일 년의 전반기에 아페르투라를 진행하고 후반기에 클라우수라를 진행하지만, 아르헨티나, 우루과이, 멕시코, 엘살바도르, 과테말라, 코스타리카, 온두라스, 니카라과, 베네수엘라 등은 두 해에 걸쳐 일 년의 후반기에 아페르투라를, 다음 해의 전반기에 클라우수라를 진행한다. 유럽의 여러 리그처럼 연년제 리그(예: 잉글리시 프리미어리그 2007/08 - 아일랜드, 아르메니아, 카자흐스탄, 라트비아, 리투아니아, 에스토니아, 러시아, 노르웨이, 스웨덴, 페로 제도, 아이슬란드, 핀란드, 벨라루스같이 스칸디나비아 반도나 옛 소련의 국가들같은 북반구의 추운 나라는 예외)와 맞추기 위해서다.
에콰도르와 페루는 단년제로 아페르투라와 클라우수라제를 시행했다가 현재는 폐지했다. 페루는 1997년에 처음 시행했다가 2008년 시즌을 끝으로 폐지했으며, 에콰도르는 2005년에 단 한 번 시행하고 2006년부터 다시 단일 리그제로 환원했다.
우승 팀을 결정하는 방법도 조금씩 다르다. 과테말라, 멕시코, 볼리비아, 아르헨티나, 엘살바도르, 온두라스, 칠레, 콜롬비아, 파나마 등은 아페르투라와 클라우수라의 우승 팀이 그대로 그 대회의 챔피언이 되지만, 니카라과, 베네수엘라, 에콰도르, 우루과이, 코스타리카, 파라과이, 페루 등은 아페르투라와 클라우수라가 전체 시즌의 일부로 진행되어 별도의 챔피언 결정전을 진행하고 있다.
승강제를 운영하는 데 있어서도 나라마다 차이가 있는데, 대체로 플레이오프와 같은 장치를 만들어서 막판까지 흥미와 긴장감을 유지할 수 있도록 하는 것이 특징이다.
이렇게 아페르투라/클라우수라로 리그를 나누어 진행하는 나라들은 대체로 FA컵과 같은 별도의 컵 대회가 없는 경우가 많은데, 대회 수를 늘리기 위한 목적에서 이와 같이 진행하기도 한다.
한편, 라틴 아메리카에 속하면서도 포르투갈어를 사용하는 브라질 같은 경우는 연간 단일 리그로 진행하고 있다. 그 뿐 아니라 코파 두 브라질이라는 컵 대회도 운영하고 있다.
대한민국의 K리그에서는 1984시즌, 1986시즌, 1995시즌-1996시즌, 2004시즌-2006시즌까지 총 7번 한 시즌을 전기 리그와 후기 리그로 나누어 진행하고, 챔피언 결정전을 통해 최종 우승 팀과 준우승 팀을 결정하는 방식을 사용했지만, 2007년부터는 단일 리그제로 진행하고 있다.

## 그 외 종목에서의 예
1982년부터 한국프로야구가 전기와 후기 두 스플릿으로 나뉘어 운영하였다. 당시 규정으로는 양 스플릿 우승자가 한국시리즈에 진출하여 대결하는 방식이었다. 그러나 문제점이 속출하여서 여러 번 개정되었다가 1988년을 끝으로 단일 리그 및 계단식 포스트시즌을 도입했다.
리그 오브 레전드 e스포츠는 패치를 적용해야 하므로 모두 이 시스템을 따른다. LCK, LPL, LEC는 봄에 전기 시즌, 여름에 후기 시즌을 치루며, LEC는 연초에 전기, 봄에 중기, 여름에 후기 시즌을 치른다.